# Антанасије Михаиловић
Антанасије Михаиловић (Лесковац, 1909 — Босна, 1943) био је југословенски комуниста, учесник Шпанског грађанског рата и Народноослободилачке борбе.

## Биографија
Антанасије је рођен у Лесковцу 1909. године, али се као младић одселио у Ниш, где је радио као бравар Мостовске радионице. Рано је ступио у раднички покрет, члан СКОЈ-а је постао 1933. године, а КПЈ 1937. године. Током 1935. године руководио је организацијом „Црвене помоћи“ у Мостовској радионици. Потписник је Антифашистичке омладинске конфренције у Нишу, марта 1936. године.
У Шпанију је стигао заједно са Александром Стојановићем, 5. октобра 1937. године. Био је у борбеном саставу Анти-тенковске батерије „Петко Милетић“, чији је положај првобитно био код места Томарите.
Антанасије Михаиловић се повукао почетком фебруара 1939. године, заједно са масом војника шпанске републиканске армије испред надмоћних фашистичкичких снага, преко Пиринеја у Француску. Француске власти су их сместиле у концентрационе логоре, у Сен Сипријену и Аржелес сир меру. Михаиловић је био у логору Аржелес сир меру све до јесени 1940. године, кад је успео да изађе и да се запосли негде у Француској, не зна се где.
Када су Немци окупирали Југославију (априла 1941) и после напада Немачке на СССР (22. јун 1941. године), дошло је до хапшења комуниста, а пре свих Интербригадиста. Иако је знао за тешку војну и политичку ситуацију, Танасије Михаиловић се под лажном легитимацијом (на име Златко Тричковић) вратио у земљу да би се борио против немачких окупатора.
Октобра 1941. године, Танасије Михаиловић је постао борац Бирчанског партизанског одреда, у источној Босни. После офанзиве четника Немаца, четника, усташа и домобрана, у источној Босни, у пролеће 1942. године, Михаиловић се тренутно поколебао и приступио четницима мајора Јездимира Дангића. Био је на тој страни кратко време, а онда је дошао у партизански штаб са пушком и предао се. Изјавио је да се каје, да уопште не оправдава свој поступак и да не жели никакву милост. Имао је једину жељу, да га партизани стрељају са петокраком на шајкачи. Стрељан је у Босни.